# Fálaris
Fálaris (Astipalea, ? - 554 a. C.) fue un tirano de Acragas, la actual Agrigento, desde el año 570 a. C. hasta su muerte.

## Biografía
Fálaris (del griego, Φάλαρις) o Falaris, quien había recibido el encargo de construir el templo de Zeus Atabirino en la acrópolis, aprovechó su puesto para autoproclamarse tirano. Bajo su gobierno, Agrigento parece haber obtenido una prosperidad considerable. Proporcionó agua corriente a la ciudad, la adornó con bellos edificios y fortificó sus murallas.
La ciudad de Himera, ubicada en la costa septentrional de Sicilia lo eligió como stratégos autokrátor, es decir, general con poder absoluto, pese a las advertencias del poeta Estesícoro. Según la Suda, consiguió hacerse amo de toda la isla. Finalmente fue depuesto por una rebelión general encabezada por Telémaco, antepasado de Terón (tirano c. 488 - 472 a. C.), y quemado vivo en su toro.

Fálaris era conocido por su excesiva crueldad. Entre sus supuestas atrocidades se encuentra el canibalismo: se dice que comía bebés en período de lactancia.

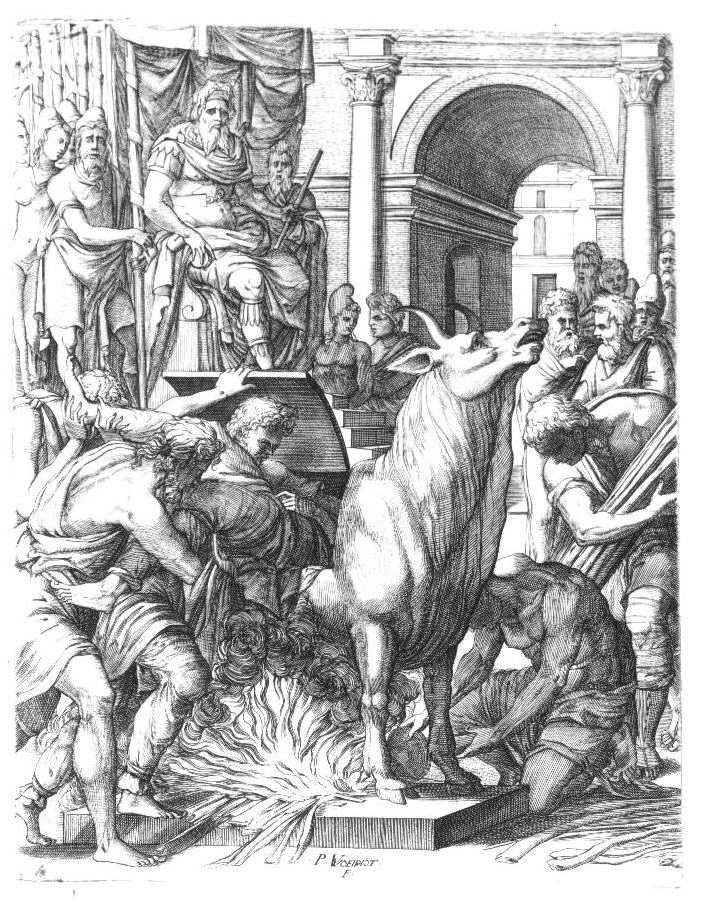
El toro de Fálaris.

En el llamado toro de Fálaris, la estatua hueca de bronce de un toro que usaba como instrumento de tortura y ejecución, que se dice fue inventado por Perilo de Atenas, las víctimas del tirano eran encerradas y, mediante una hoguera encendida debajo, cocinadas vivas mientras que sus gritos representaban el bramido del toro. La leyenda cuenta que el mismo Perilo fue la primera víctima.
Sin embargo, alrededor de cuatro siglos después prevaleció una nueva tradición según la cual Fálaris era una persona de naturaleza humanitaria, protector de la filosofía y la literatura. También es descrito en las declamaciones atribuidas a Luciano (quien era de herencia fenicia o siria) y en cartas que llevan su propio nombre (pero que siglos más tarde Richard Bentley demostró haber sido escritas mucho tiempo después, cerca de la época de reivindicación de Fálaris, posiblemente por Adriano de Tiro quien fue secretario del infame Cómodo alrededor del año 190). Cerca del año 100, en medio del cambio de esta tradición y pese a tomar partido por la visión desfavorable de Fálaris, Plutarco mencionó que los sicilianos se referían a la severidad de Fálaris como «justicia» y «odio a los delitos». Finalmente fue derrocado en un levantamiento general encabezado por Telémaco, antepasado de Terón de Acragas (tirano c. 488-472 a. C.), y quemado en su propio toro de bronce.